# Clemens Betzel
Clemens Betzel (Ulm, 9 de Junho de 1895 — 27 de Março de 1945) foi um militar alemão.

## Biografia
Entrou para o Exército da Baviera como oficial cadete em 1914. Encerrou sua participação na Primeira Guerra Mundial (1914-1918) como Oberleutnant na artilharia.
Com o início da Segunda Guerra Mundial, recebeu a patente de Hauptmann, subindo para a patente de Oberst em 1 de Abril de 1942 e após para Generalmajor e Generalleutnant em 1 de Julho de 1944 e 1 de Janeiro de 1945.
Após servir em várias unidades de artilharia, Betzel recebeu o comando da 9ª Divisão Panzer (20 de Março de 1944) a após a 4ª Divisão Panzer (1 de Maio de 1944, m.d.F.b.). Comandante oficial da 539ª Divisão de Infantaria (1 de Setembro de 1944). Foi morto em ação em 27 de Março de 1945.

## Condecorações
Foi condecorado com a Cruz de Cavaleiro da Cruz de Ferro (5 de Setembro de 1944), com Folhas de Carvalho (11 de Março de 1945, n° 774) e a Cruz Germânica em Ouro (11 de Março de 1943).